# ReverbNation
ReverbNation est un site de promotion et réseau social, initialement consacré à la musique indépendante.

## Description
Il est utilisé par des artistes ou groupes, managers, maisons de disque, salles de concert, festivals et autres professionnels de l'industrie de la musique. Le nombre d'utilisateurs inscrits sur le site, incluant les fans ou simples amateurs de musique, est de l'ordre de 3 millions,.
La plupart des services sont gratuits, certaines fonctionnalités sont payantes.
Le site est l'un des principaux utilisé comme outil général de marketing en ligne dans le domaine de la musique, de même que pour la promotion en vue du financement participatif de disques.

## Historique
ReverbNation est imaginé en 2005 par Mike Doernberg, Jed Carlson, Steve Jernigan, Lou Plaia et Robert Hubbard. Le site est lancé le 31 octobre 2006.